# Пол Беренжер
Пол Рејмонд Беренжер (фр. Paul Bérenger) је маурицијски политичар. Био је премијер Маурицијуса од 2003. до 2005. године.
Он је лидер социјалиста, који се током седамдесетих изјашњавао као комуниста. Пре него што је постао премијер био је министар финансија.